# Tournoi d'ouverture du championnat d'Argentine de football 1997
Navigation
Tournoi précédent Tournoi suivant
Le tournoi d'ouverture de la saison 1997 du Championnat d'Argentine de football est le premier tournoi semestriel de la 68e édition du championnat de première division en Argentine. Les vingt équipes sont regroupées au sein d'une poule unique où elles affrontent une fois chacun de leurs adversaires. Il n'y a ni promotion, ni relégation à l'issue de ce tournoi.
C'est le club de River Plate, double tenant du titre, qui remporte à nouveau le tournoi après avoir terminé en tête du classement final, avec un seul point d'avance sur Boca Juniors et dix sur Rosario Central. C'est le vingt-neuvième titre de champion d'Argentine de l'histoire du club, qui devient la première (et à ce jour[Quand ?] l'unique) équipe à avoir remporté trois tournois consécutifs.

## Qualifications continentales
Le vainqueur du tournoi Ouverture est qualifié pour la Copa Libertadores 1999.

## Les clubs participants
| \| Buenos Aires La Plata Rosario Jujuy Santa Fe Salta \| Villes représentées lors de la saison 1997-1998 |
| Buenos Aires La Plata Rosario Jujuy Santa Fe Salta                                                       |

- Gimnasia y Esgrima (La Plata)
- Gimnasia y Esgrima (Jujuy)
- Rosario Central
- Unión (Santa Fe)
- Boca Juniors
- Ferro Carril Oeste
- Colón (Santa Fe)
- Deportivo Español
- Independiente
- Lanús
- Newell's Old Boys (Rosario)
- Platense
- Racing Club
- San Lorenzo de Almagro
- Estudiantes (La Plata)
- Huracán
- River Plate
- Vélez Sársfield
- Argentinos Juniors - Promu de Primera B Nacional
- Gimnasia y Tiro (Salta) - Promu de Primera B Nacional

## Compétition
Le barème utilisé pour établir le classement est le suivant :
- Victoire : 3 points
- Match nul : 1 point
- Défaite : 0 point

### Classement
| Rang | Équipe                        | Pts | J  | G  | N | P  | Bp | Bc | Diff |
| ---- | ----------------------------- | --- | -- | -- | - | -- | -- | -- | ---- |
| 1    | River PlateT                  | 45  | 19 | 14 | 3 | 2  | 43 | 17 | +26  |
| 2    | Boca Juniors                  | 44  | 19 | 13 | 5 | 1  | 35 | 12 | +23  |
| 3    | Rosario Central               | 35  | 19 | 10 | 5 | 4  | 35 | 20 | +15  |
| 4    | Vélez Sársfield               | 32  | 19 | 8  | 8 | 3  | 42 | 23 | +19  |
| 5    | San Lorenzo de Almagro        | 32  | 19 | 9  | 5 | 5  | 42 | 32 | +10  |
| 6    | Gimnasia y Esgrima (La Plata) | 32  | 19 | 9  | 5 | 5  | 33 | 27 | +6   |
| 7    | Independiente                 | 30  | 19 | 9  | 3 | 7  | 29 | 31 | -2   |
| 8    | Argentinos JuniorsP           | 29  | 19 | 9  | 2 | 8  | 24 | 25 | -1   |
| 9    | Platense                      | 28  | 19 | 7  | 7 | 5  | 25 | 26 | -1   |
| 10   | Estudiantes (La Plata)        | 26  | 19 | 7  | 5 | 7  | 25 | 24 | +1   |
| 11   | Lanús                         | 25  | 19 | 7  | 4 | 8  | 29 | 30 | -1   |
| 12   | Ferro Carril Oeste            | 24  | 19 | 6  | 6 | 7  | 33 | 32 | +1   |
| 13   | Racing Club                   | 21  | 19 | 5  | 6 | 8  | 24 | 28 | -4   |
| 14   | Gimnasia y Esgrima (Jujuy)    | 20  | 19 | 5  | 5 | 9  | 25 | 28 | -3   |
| 15   | Colón (Santa Fe)              | 20  | 19 | 5  | 5 | 9  | 23 | 33 | -10  |
| 16   | Unión (Santa Fe)              | 20  | 19 | 5  | 5 | 9  | 25 | 43 | -18  |
| 17   | Deportivo Español             | 17  | 19 | 4  | 5 | 10 | 26 | 43 | -17  |
| 18   | Newell's Old Boys (Rosario)   | 14  | 19 | 3  | 5 | 11 | 22 | 38 | -16  |
| 19   | Huracán                       | 12  | 19 | 3  | 3 | 13 | 20 | 32 | -12  |
| 20   | Gimnasia y Tiro (Salta)P      | 12  | 19 | 2  | 6 | 11 | 14 | 30 | -16  |

|  | Qualification directe pour la Copa Libertadores 1999 |
|  | T : Tenant du titre P : Club promu de Primera B      |

## Bilan de la saison
| Championnat d'Argentine de football 1997 |                         |
| Champion                                 | River Plate (29e titre) |
| Coupes et trophées                       |                         |
| Vainqueur de la Coupe d'Argentine 1997   | Non disputée            |
| Qualifications continentales             |                         |
| Copa Libertadores 1999                   | River Plate             |
| Promotions et relégations                |                         |
| Promus en Primera Division               | Aucun                   |
| Relégués en Primera B Nacional           | Aucun                   |